# دیوید مازونچینی
دیوید مازونچینی (انگلیسی: David Mazzoncini؛ زادهٔ ۱۶ اکتبر ۱۹۷۱) بازیکن فوتبال اهل فرانسه است.
از باشگاه‌هایی که در آن بازی کرده‌است می‌توان به باشگاه فوتبال لو آور، باشگاه فوتبال چانگچون یاتای، باشگاه فوتبال کن، باشگاه فوتبال لاس پالماس، باشگاه فوتبال باستیا، باشگاه فوتبال شنژن، و باشگاه ورزشی السیلیه اشاره کرد.